# Komplett
Komplett är en norsk koncern som säljer hemelektronik till slutkunder och återförsäljare över Internet. Koncernen grundades 1996 och har cirka 800 anställda.[källa behövs] Komplett bedriver verksamhet under flera olika varumärken som förvärvats genom åren, och har idag rörelser i Danmark, Norge och Sverige. I Norge äger koncernen nätbutikerna Komplett.no, MPX.no och Blush.no, samt distributörerna Itegra och Norek. I Danmark företräds man av nätbutiken Komplett.dk, och på den svenska marknaden driver man nätbutiken Komplett.se, Webhallen genom förvärv,  samt distributören Norek och även Netonnet sedan år 2022.

## Historik i korthet
- 1991 – Norek etableras.
- 1996 – Internethandel introduceras via domännamnet Komplett.no
- 1999 – Genom en fusion slås Norek och Komplett samman under namnet Norkom.
- 2000 – Företaget aktienoteras på Oslo Børs. Internetsajten Komplett.se etableras.
- 2001 – Företaget öppnar sin första internetbutik utanför Skandinavien.
- 2003 – I Nederländerna anskaffas en lagerlokal i Tilburg, avsedd att tillhandahålla varor till internetbutikerna i västeuropa.
- 2007 – Komplett köpte upp namnrättigheterna Sandefjord Fotballs nybyggda arena vilken döps till Komplett.no Arena. I Danmark startas nätbutiken Komplett.dk. I maj upphandlades den svenska konkurrenten Inwarehouse AB varvid Komplett tog kontroll över deras internethandel och två konceptbutiker i Malmö och Stockholm. I oktober fusioneras Komplett med Torp Computing Group och som ett resultat inlemmas distributören Itegra och webbutikerna MPX.no (grundad i maj 2002) samt XD.no
- 2008 – Den 24 juni stänger webbutikerna i Frankrike, Storbritannien, Tyskland och Österrike. Intill redan befintliga distributionsanläggningar byggs ytterligare ett lager om 14 000 m² i Sandefjord. På Irland öppnas ett regionalt kontor som bland annat tar hand om RMA- och garantiärenden för irländska kunder. I oktober säljs butikerna i Malmö och Stockholm till Mac Support.
- 2010 – Internetbutikerna i Belgien, Irland och Nederländerna säljs till nederländska Paradigit Holding
- 2011 – Företaget avnoteras från Oslo Børs.
- 2012 – Komplett köper upp andelar i det norska internetföretaget Blush.no, som säljer produkter för skönhet och välbefinnande.
- 2013: Komplett AS köper 100 % av aktierna i Webhallen Sverige AB. Komplett AS köper 100 % av aktierna i Blush.no. Komplett AS ökar ägande i Norsk Bildelsenter AS til 90,1 %. KomplettForsikring.no lanseras.
- 2014: KomplettBank.no lanseras. Komplett AS köper 50,1 % av Babybanden.
- 2015: Komplett köpte aktiemajoriteten av Comtech i Tyskland. KomplettApotek.no och Komplettreiser.no lanseras.
- 2016: Marked.no och Komplettmobil.no lanseras. Komplett Group genomför en riktad emission i SixBondStreet.no. Efter emissionen äger Komplett 50,1 %.
- 2017: MPX.no rebrandas som KomplettBedrift.no. Komplett.no startar marknadsplats.
- 2018: Komplett säljer av KomplettBank. Marked.no läggs ner.
- 2021: Företaget aktienoteras åter på Oslo Børs[4]
- 2022: Komplett förvärvar NetonNet [5]